# Lythria mocsaryi
Lythria mocsaryi är en fjärilsart som beskrevs av Dioszeghy 1930/34. Lythria mocsaryi ingår i släktet Lythria och familjen mätare. Inga underarter finns listade i Catalogue of Life.